# Isla Amchitka

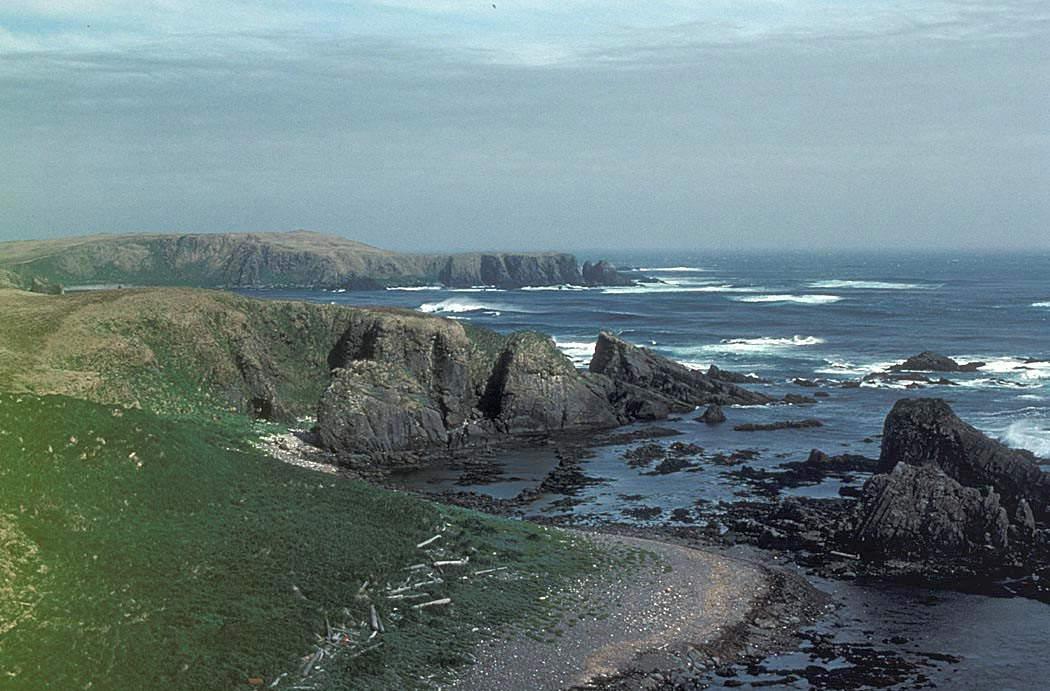
Vista de la bahía Harlequin, en la isla Amchitka

Amchitka es una isla volcánica en una zona de inestabilidad tectónica. Forma parte del grupo de islas Rata en el sistema formado por las islas Aleutianas en el sudoeste de Alaska. Tiene una longitud de 68 kilómetros y varía entre los 3 y los 6 kilómetros de anchura. Tiene un clima oceánico, con muchas tormentas y con cielos generalmente nublados.
La isla estuvo ocupada durante más de 2500 años por los pueblos aleut o esquimal, pero no ha habido una población permanente desde 1832. Se incluyó en la compra de Alaska de 1867, y desde entonces ha formado parte de los Estados Unidos. Durante la Segunda Guerra Mundial se usó como aeródromo para las fuerzas estadounidenses en la batalla de las Islas Aleutianas.
Amchitka fue elegida por la Comisión de Energía Atómica de los Estados Unidos para llevar a cabo detonaciones de armas nucleares bajo tierra.  Se llevaron a cabo tres pruebas de este tipo: Long Shot, que produjo una explosión de 80 kilotones en 1965, Milrow, que produjo una explosión de 1 megatón en 1969 y Cannikin en 1971. Esta última explosión, de «menos de 5 megatones», es la mayor explosión subterránea nuclear que se ha llevado a cabo en suelo estadounidense. Las pruebas tuvieron muchas críticas, ya que los grupos ecologistas tenían miedo de que la explosión Cannikin en particular pudiese desencadenar graves terremotos y tsunamis.
Desde entonces, Amchitka no se ha usado más para pruebas nucleares, aunque está bajo vigilancia por la presencia de contaminación radioactiva.

## Geografía
Amchitka es la isla que se encuentra más al sur del grupo de las islas Rat en la cadena Aleutiana, entre 51°21′N 178°37′E / 51.350, 178.617 y 51°39′N 179°29′E / 51.650, 179.483. Está rodeada por el mar de Bering por el norte y el este, y por el océano Pacífico por el sur y el oeste.
La parte este de la isla se trata de una meseta de baja altura, con estanques aislados y colinas de pendientes moderadas. Hay una baja pero abundante vegetación, con musgos, líquenes, helechos, hierbas y arbustos del género Empetrum. El centro de la isla es montañoso, y el extremo oeste es una tierra estéril y la vegetación es escasa.
Amchitka tiene un clima oceánico, y normalmente hay niebla y viento, con nubes cubriendo el cielo el 98% del tiempo. Mientras que las temperaturas son moderadas gracias al océano, las tormentas son frecuentes. Desde el punto de vista geológico, la isla es volcánica, formando parte de un sector del arco insular aleutiano que está escindiéndose por subducción oblicua. Es uno de los entornos tectónicos más inestables de los Estados Unidos.

## Historia
La presencia humana en Amchitka se remonta a 2.500 años, cuando se estableció en la isla el pueblo aleut (esquimales). En 1980 se descubrieron restos humanos que se consideran pertenecen a los aleut y que datan del 1.000 a. C.
La primera persona europea en ver y poner nombre a Amchitka fue Vitus Bering en 1741, que le dio el topónimo de San Makarius. Más tarde volvió a ser visitada por Joseph Billings en 1790.
En 1783 15 náufragos japoneses, liderados por Daikokuya Kōdayū, llegaron a la isla. En los siguientes 3 años, 6 de ellos murieron. Los náufragos encontraron ayuda en los trabajadores rusos liderados por un tal Nevisimov, que trabajaban para un empresario moscovita de pieles, Vassily Yakovlevic Zhigarev. Los japoneses empezaron a trabajar con la gente aleut y sirvieron de enlace entre rusos y aleutianos. Cuando volvieron a Japón, uno de los náufragos, Isokichi (磯吉), le dijo a un estudioso japonés: 
Los rusos robaban las pieles que tenían los aleutianos. Si se enfadaban con los rusos y no les daban pieles o no les daban las suficientes, los aleutianos eran golpeados hasta casi la muerte. Si no obedecían las órdenes, les mataban
Las pieles se repartían a partes iguales entre el Imperio ruso, Vassily Zhigarev y los trabajadores. Nueve de los náufragos japoneses, con la ayuda de los rusos, y llevando un gato, abandonaron la isla en 1787 en un barco que construyeron con madera a la deriva y clavos. 
Los habitantes de la isla intercambiaban mercancías y bienes como tabaco, utensilios de metal, pieles de caballo y buey, y algodón a cambio de nutrias y focas.
Otros comerciantes de pieles y vendedores rusos establecieron asentamientos en las islas y explotaron a los pueblos nativos, cuya población descendió rápidamente.
A partir de 1832 la isla no estuvo permanentemente habitada, y tras la Segunda Guerra Mundial, lo único que quedaba de la presencia rusa era un pueblo pesquero.
Las islas se inspeccionaron en la North Pacific Exploring Expedition de 1855 y se incluyeron en la Compra de Alaska de 1867. En 1913, el presidente estadounidense William Taft protegió las Islas Aleutianas, incluyendo Amchitka, como una reserva natural salvaje. Los nativos residentes en las Islas Atka prestaron sus islas para la caza del zorro en 1920, y siguieron usando las islas hasta la invasión del Imperio japonés a las Aleutianas en 1942.

### Revuelta aleutiana

#### Antecedentes históricos
Según lo que los aleutianos dijeron a los náufragos japoneses, la caza de nutrias descendía cada año, y su parte de beneficios por las pieles que comerciaban también se reducía, ya que los barcos rusos asediaban la isla. Los náufragos sentían que los aleutianos tenían una sensación de crisis al afrontar la situación.

#### Negociaciones y revuelta
En mayo de 1784, según se lee en el diario de Daikokuya Kōdayū, los habitantes de la isla se levantaron en armas contra los rusos. Hubo negociaciones entre los representantes aleutianos y los rusos, por incumplimiento de los rusos hacia los aleutianos por el pago de las pieles. Por orden de Nevizimov, dos rusos llamados Stepano y Kazhimov mataron a la hija del jefe local y a la amante de Nevizimov, ya que tenían sospechas de que ellas eran los que apoyaban a los nativos. Esa noche, cientos de aleutianos empezaron a juntarse en las montañas y marcharon hacia las casas de los rusos. Cinco rusos abrieron fuego, dispersando a los aleutianos, quienes intentaron un nuevo ataque al día siguiente. Sin embargo, una vez más, al abrir fuego los rusos, los aleutianos se dispersaron. Tras la desbandada, los rusos se dieron cuenta de que todos los hombres aleutianos estaban en las montañas discutiendo el siguiente ataque, de manera que aprovecharon para secuestrar a cuarenta mujeres y niños aleutianos, logrando así la rendición los hombres aleutianos, ejecutando a cuatro de sus jefes. 
Tras el incidente muchos aleutianos se mudaron a las islas vecinas de Amchitka y ninguno más volvió a pasar por la casa de Nevizimov. El jefe de los rusos fue apresado, después de que el incidente llegase a oídos de los oficiales rusos.

### Segunda Guerra Mundial
En junio de 1942 los japoneses ocuparon algunas de las islas Aleutianas occidentales, y tenían la intención de ocupar también Amchitka. Entonces el Estado Mayor Conjunto de los Estados Unidos decidió movilizarse rápidamente para reconquistar su territorio. Los estrategas estadounidenses decidieron construir aeródromos al oeste de Umnak, desde los cuales los bombarderos pudieran atacar a las fuerzas invasoras.
El ejército de los Estados Unidos estableció bases en la isla de Adak y en otras 13 ubicaciones. Siguiendo los consejos del Departamento de Guerra, una misión de reconocimiento inicial de Amchitka se llevó a cabo en septiembre de 1942, y se llegó a la conclusión que sería difícil construir una pista de aterrizaje en la isla. Sin embargo, los estrategas decidieron el 13 de diciembre que el aeródromo "debía construirse" para impedir a los japoneses hacer lo mismo. Se llevó a cabo una misión de reconocimiento más profunda entre el 17 y el 19 de diciembre, y se informó de que se podía construir una pista de aterrizaje en 2 o 3 semanas y un aeródromo en 3 o 4 meses.
El plan siguió adelante. Las fuerzas estadounidenses consiguieron aterrizar sin resistencia en Amchitka el 11 de enero de 1943. A pesar de las dificultades meteorológicas y de los bombardeos japoneses, el aeródromo estuvo operativo desde el 6 de febrero. El mando de Alaska estaba a 80 kilómetros de su objetivo, Kiska. A la postre, los militares construyeron numerosos edificios, carreteras y un total de 3 pistas de aterrizaje en la isla, algunas de las cuales se repararían para ser usadas por la Comisión de Energía Atómica de los Estados Unidos. En su apogeo, la ocupación de Amchitka llegó a los 15 000 soldados.
La campaña de las Islas Aleutianas se completó con éxito el 24 de agosto de 1943. En ese mes se estableció una estación de intercepción estratégica en la isla, que estuvo operativa hasta febrero de 1945. El ejército abandonó la isla en agosto de 1950. La isla fue elegida para albergar una estación meteorológica de la Fuerza Aérea en la década de 1950, un sistema de telecomunicaciones White Alice entre 1959 y 1961, y una estación temporal de retransmisión en los años 1960 y 1970.

## Planes de pruebas nucleares

Posiciones de los ensayos nucleares.

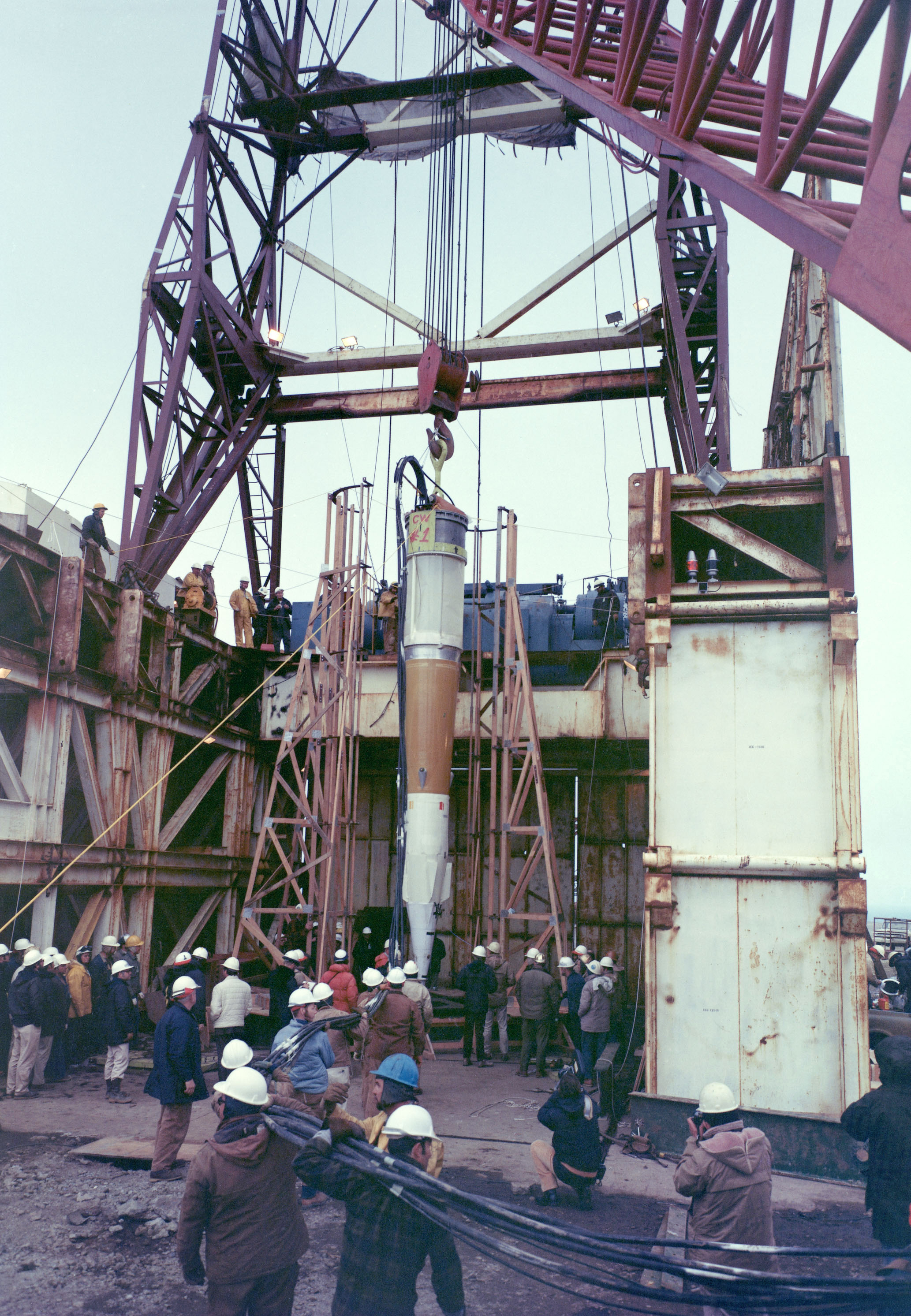
Emplazamiento de pruebas subterráneas de Amchitka.
Cabeza nuclear Cannikin descendiendo al pozo de prueba.

El Departamento de Defensa de los Estados Unidos tuvo en cuenta a la isla durante los preparativos de las pruebas nucleares de 1951. Se consideró la detonación de una bomba de 20 kilotones para adquirir información sobre la capacidad de crear cráteres en el suelo. Tras perforar aproximadamente 34 agujeros para pruebas, el emplazamiento fue desestimado por no ser apto, y el proyecto continuó en el Campo de pruebas de Nevada.
A finales de la década de 1950 los científicos se dieron cuenta de que necesitaban mejorar su conocimiento en sismología para detectar las pruebas nucleares subterráneas soviéticas. La prueba "Rainier" con una bomba de 1,7 kilotones (que formaba parte de la Operación Plumbbob) produjo unas fuertes señales sísmicas, pero que se parecían a las de un terremoto. En 1959 James Rhyne Killian, el asistente especial para el presidente de los Estados Unidos en ciencia y tecnología, creó el Panel de Mejora Sísmica, que a priori recomendó el programa que se acabó llamando Vela Uniform. El objetivo del Panel era mejorar los instrumentos de medida sísmica y repartirlos globalmente, así como investigar más profundamente los efectos sísmicos de las explosiones nucleares. El proyecto se inició bajo la presidencia de Dwight David Eisenhower.
Junto con la Comisión de Energía Atómica, el Departamento de Defensa empezó a evaluar el uso de Amchitka para las pruebas del proyecto Vela Uniform.

### Las pruebas deLong Shot

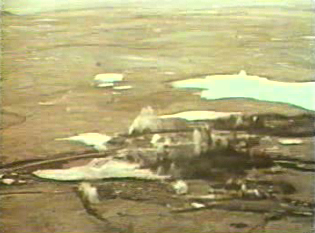
Este fotograma muestra los trabajos de eliminación de la suciedad de las pruebas subterráneas de Long Shot.

Para llevar a cabo las pruebas de Vela Uniform en la isla (que se vinieron a llamar Long Shot), el Departamento de Defensa ocupó Amchitka de 1964 a 1966, con la Comisión de Energía Atómica aportando los aparatos, instrumentos de medida y apoyo científico. El objetivo era "determinar el comportamiento y las características de las señales sísmicas generadas por una detonación nuclear y diferenciarlas de las señales sísmicas producidas por los terremotos producidos de forma natural".
Aunque no se hizo público hasta el 18 de marzo de 1965, los oficiales veteranos de Alaska tuvieron información desde el mes de febrero de ese año. Tras el devastador terremoto Good Friday del 27 de marzo de 1964, el gobernador expresó su preocupación sobre los efectos psicológicos de las pruebas entre la población. El propio gobernador se tranquilizó rápidamente.
Long Shot explotó el 29 de octubre de 1965, y la potencia fue de 80 kilotones. Se convirtió en la primera prueba subterránea en una zona aislada, y la primera prueba dirigida por el Departamento de Defensa. Aunque no hubo hundimiento de terreno, se encontró tritio y kriptón en la superficie tras la prueba. Esto no se hizo público hasta 1969.

### Las pruebas de Milrow y Cannikin
Aunque se llevó a cabo dentro del Programa para Pruebas de Armas Nucleares, el "propósito de la prueba Milrow era probar una isla, no probar las armas". Fue un "disparo para calibrar", que pretendía generar datos para predecir el impacto de explosiones mayores y de forma más específica, determinar si la explosión Cannikin se podía llevar a cabo de forma segura. La explosión se llevó a cabo el 2 de octubre de 1969, con una potencia aproximada de 1 a 1,2 megatones.
La onda expansiva llegó a la superficie con una aceleración de más de 35G, causando un saliente de unos 5 metros en la superficie del terreno, de un radio aproximado de 3 kilómetros. La explosión "alteró el mar de los alrededores produciendo espuma" y "produjo géiseres de barro y agua en los manantiales y lagos locales de más de 15 metros de altura". La aparición de un derrumbamiento superficial, también conocido como cráter de hundimiento, se formó al hundirse el suelo en el hueco creado por la explosión.
Con Cannikin se pretendía probar el diseño del interceptor de misil antibalístico LIM-49A Spartan. Se trataba de una cabeza nuclear de gran potencia que "producía numerosos rayos X y minimizaba la producción de fisión y desechos para prevenir la intercepción con sistemas de radar de misiles antibalísticos". La prueba conseguiría "medir la potencia del aparato, medir el flujo y el espectro de rayos X y asegurar la puesta en marcha de un diseño seguro".

### Controversia
Unos días después de la prueba Milrow, el Comité Don't Make A Wave fue organizado en una reunión en Vancouver. En la orden del día estaba decidir si luchar contra otra explosión en la isla o expandir sus esfuerzos para luchar contra todas las amenazas contra el medio ambiente. Cuando dos activistas se marchaban, uno se despidió con la tradicional expresión "Paz". El otro le contestó "Mejor cámbialo por la paz verde". Este Comité se llamaría más tarde Greenpeace, que significa "Paz Verde" en inglés.
El nombre del comité se refería a las predicciones del periodista de Vancouver, Robert Hunter. En ellas, el que iba a ser miembro 000 de Greenpeace, decía que la prueba causaría terremotos y un tsunami. La Comisión de la Energía Atómica consideró que la probabilidad de que una prueba desencadenase un terremoto de importancia era "muy pequeña", a menos de que hubiese uno a punto de ocurrir en una de las fallas cercana, y consideró un tsunami "aún menos probable".

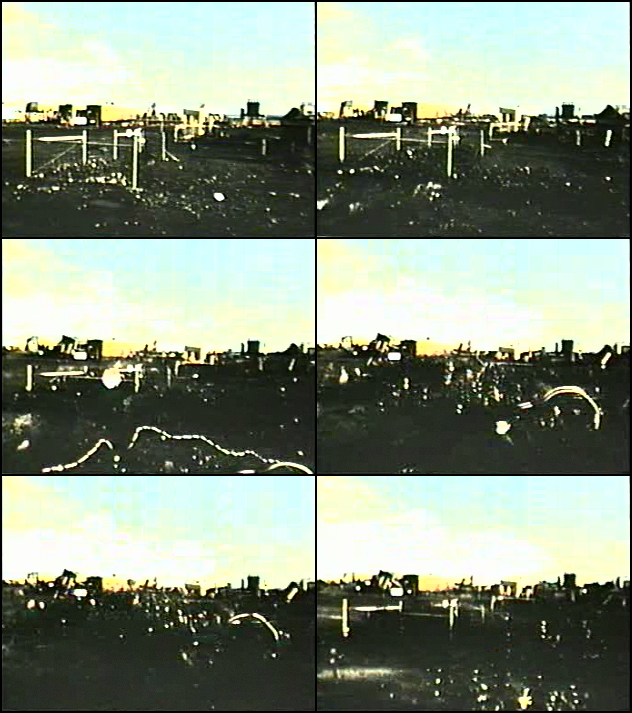
Fotogramas de la prueba Cannikin que muestran los efectos en el terreno de la detonación de 5 megatones bajo él, equivalente a un terremoto de 7,0 en la escala de Ritcher.

Algunos no estaban de acuerdo. Russell Train, por entonces director del Consejo de Calidad Medioambiental, dijo que la "experiencia con Milrow (...) no proporciona una base sólida para extrapolaciones. En el fenómeno altamente no lineal de la generación de terremotos, debe haber un límite en la tensión que debe superarse para provocar un gran terremoto. (...) La explosión subterránea puede actuar como la primera pieza de dominó de la fila de fichas de dominó que conduzcan a un gran terremoto. (...) en el caso de los terremotos, aún no es posible asegurar cuantitativamente la probabilidad de un tsunami tras una explosión."
En julio de 1971, un grupo llamado el Comité para la Responsabilidad Nuclear demandó a la Comisión de Energía Atómica, pidiendo al tribunal que parasen las pruebas. La demanda no prosperó, ya que la Corte Suprema denegó el requerimiento judicial por 4 votos contra 3, y Richard Nixon autorizó personalmente la prueba, a un costo de 200 millones de dólares, a pesar de las objeciones de Japón, Perú y Suecia. El Comité Don't Make A Wave fletó un barco, en el cual pretendían navegar hasta la isla para protestar, pero debido a las condiciones meteorológicas no pudieron alcanzar su destino.

### Cannikin se lleva a cabo
Cannikin explotó el 6 de noviembre de 1971. La potencia de la explosión fue de "menos de cinco" megatones, lo cual la convierte en la prueba nuclear más potente de historia de los Estados Unidos. Las estimaciones de la potencia exacta varían desde los 4,4 Mt hasta los 5,2 Mt. El suelo se elevó 6 metros, debido a una explosión equivalente a casi 400 veces la potencia de la bomba de Hiroshima. El hundimiento y los desperfectos en el terreno crearon un nuevo lago, de más de 1 600 metros de anchura. La explosión provocó un golpe sísmico de 7,0 en la escala de Richter, provocando la caída de piedras y movimientos de terreno en un área de 3250 metros cuadrados. Aunque los terremotos y los tsunamis que predijeron los ecologistas no ocurrieron, un número importante de pequeños movimientos tectónicos sí ocurrieron en las semanas siguientes, y se piensa que se debieron a la interacción de la explosión con las tensiones tectónicas.

### De 1973 al presente
El Departamento de Energía se retiró de la isla en 1973, aunque los científicos seguían visitando la isla para llevar a cabo mediciones. En 2001, el Departamento de Energía volvió al lugar para limpiar parte de la contaminación. Los hoyos de barro se estabilizaron al mezclarlos con suelo limpio, y lo cubrieron con una membrana de poliéster, con otra capa de tierra y sembraron.
Las nuevas grietas que se están abriendo en el suelo, por donde los materiales radioactivos se están filtrando al océano, han creado miedo. Un estudio de 1996 de Greenpeace demostró que Cannikin está filtrando tanto plutonio como americio al medio ambiente, aunque un estudio de 2004 llevado a cabo por la Universidad de Alaska decía que "no hay indicadores de ninguna filtración de radioactividad, y eso son noticias buenísimas". Otros estudios confirman estos descubrimientos, que también dicen que el nivel de plutonio "es muy bajo y no significante biológicamente".
El Departamento de Energía sigue vigilando el área dentro de su programa de remediación. Está planeado seguir con él hasta 2025, tras lo cual el área se convertirá en un área de conservación salvaje con acceso restringido.
| Nombre    | Fecha (GMT)                  | Ubicación                                    | Potencia | Tipo           |
| --------- | ---------------------------- | -------------------------------------------- | -------- | -------------- |
| Long Shot | 29 de octubre de 1965 21:00  | 51°26′12″N 179°10′47″E / 51.43655, 179.17976 | 80kt     | poso de 714 m  |
| Milrow    | 2 de octubre de 1969 22:06   | 51°24′56″N 179°10′48″E / 51.41559, 179.17992 | ~ 1Mt    | pozo de 1220 m |
| Cannikin  | 6 de noviembre de 1971 22:00 | 51°28′11″N 179°06′12″E / 51.46961, 179.10335 | < 5Mt    | pozo de 1860 m |